# Universidade Carleton

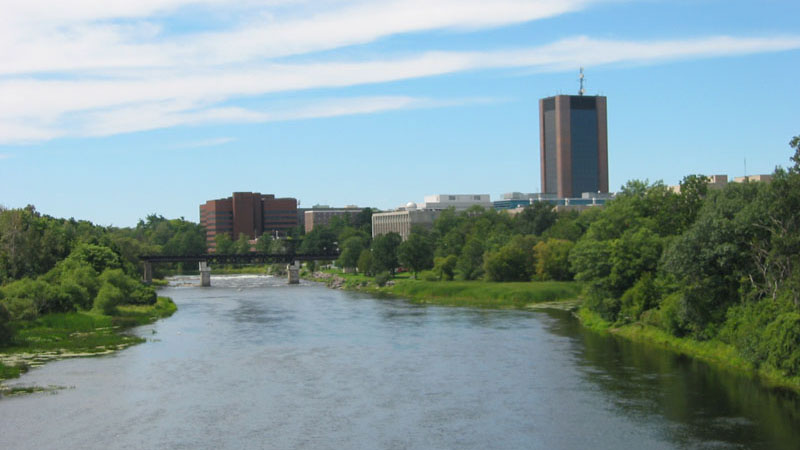
Vista dos prédios da Universidade Carleton, às margens do Rio Rideau.

A Universidade Carleton é uma universidade localizada em Ottawa, capital do Canadá. Fora fundada em 1942, como a Faculdade de Carleton (Carleton College). É uma universidade pública. Seu lema é "Nossa a Tarefa Eterna", do inglês Ours the Task Eternal. A universidade Carleton é responsável pela educação de aproximadamente 22 mil estudantes.